# Zaporze
Zaporze – wieś w Polsce położona w województwie lubelskim, w powiecie zamojskim, w gminie Radecznica.
W latach 1975–1998 miejscowość administracyjnie należała do województwa zamojskiego.
Wieś jest sołectwem w gminie Radecznica. Według Narodowego Spisu Powszechnego z roku 2011 wieś liczyła 386 mieszkańców. 
Wierni Kościoła rzymskokatolickiego należą do parafii św. Antoniego Padewskiego w Radecznicy.

## Części wsi
| SIMC    | Nazwa      | Rodzaj    |
| ------- | ---------- | --------- |
| 0897579 | Chałupniki | część wsi |
| 0897585 | Majdan     | część wsi |
| 0897591 | Środek     | część wsi |

## Historia
Według Paprockiego w 1399 roku Dymitr z Goraja darował Cedzikowi (Teodorowi) Prochańskiemu.
Spisu ludności z 1827 roku wykazał 43 domy z 240 mieszkańcami. Spis powszechny z roku 1921 wykazał 95 domów oraz 576 mieszkańców, w tym 14 Żydów.